# Bankkezesség
A  polgári jogban a bankkezesség a pénzintézet által vállalat biztosíték (kezesség) sajátos formája. A bankgaranciával szemben a mai gyakorlatban ritkán fordul elő, mivel a bankok az alapügylet vizsgálatát általában nem kívánják vállalni.

## Tartalma
- a banknak az alapügylettől függő járulékos kötelezettségvállalása
- a kezes bank minden olyan esetben megtagadhatja a fizetést, amikor valamilyen jogcímen kliense, a vevő jogosan utasította el a fizetést (pl. minőségi kifogás)

## Fajtái
- egyszerű
- egyetemleges